# Yuke Yuke Monkey Dance
- 行け 行け モンキーダンス (Romaji: Yuke Yuke Monkey Dance, tên dịch ra tiếng Anh là Go Go Monkey Dance) là Single thứ mười bảy của nhóm Berryz Koubou thuộc Hello! Project. Nó được phát hành vào ngày 9, tháng 7, năm 2008 với nhãn hiệu PICCOLO TOWN bằng 2 phiên bản. Phiên bản chính có số Catalog PKCP-5121 và phiên bản Limited (với Bonus DVD) có số Catalog PKCP-5119.
- Một DVD Single V của bài hát đã được phát hành vào ngày 23, tháng 7, năm 2008 với cùng nhãn hiệu và số Catalog PKBP-5098.

## Credit
- Sáng tác lời: Tsunku
- Dàn dựng: Hirata Shouichirou

## Danh sách bài hát trên CD thường
1. 行け 行け モンキーダンス (Romanji: Yuke Yuke Monkey Dance)
2. マジ グッドチャンス サマー (Romanji: Maji Good Chance Summer)
3. 行け 行け モンキーダンス (Instrumental) (Yuke Yuke Monkey Dance (Bản nhạc khí))

## Danh sách bài hát trên DVD có hạn
1. 行け 行け モンキーダンス (Close-up Ver.) (Yuke Yuke Monkey Dance (Bản vũ đạo))

## Danh sách bài hát trên Single V
1. 行け 行け モンキーダンス (Romanji: Yuke Yuke Monkey Dance)
2. 行け 行け モンキーダンス (Dance Shot Ver.) (Yuke Yuke Monkey Dance (Bản vũ đạo))
3. メイキング映像 (Quá trình dàn dựng)

## Danh sách bài hát trên Event V
1. 行け 行け モンキーダンス Monkey Ver. (Bản trang phục khỉ Yuke Yuke Monkey Dance)
2. 行け 行け モンキーダンス 清水佐紀 Ver. (Bản Yuke Yuke Monkey Dance của Shimizu Saki)
3. 行け 行け モンキーダンス 嗣永桃子 Ver. (Bản Yuke Yuke Monkey Dance của Tsugunaga Momoko)
4. 行け 行け モンキーダンス 徳永千奈美 Ver. (Bản Yuke Yuke Monkey Dance của Tokunaga Chinami)
5. 行け 行け モンキーダンス 須藤茉麻 Ver. (Bản Yuke Yuke Monkey Dance của Sudou Maasa)
6. 行け 行け モンキーダンス 夏焼雅 Ver. (Bản Yuke Yuke Monkey Dance của Natsuyaki Miyabi)
7. 行け 行け モンキーダンス 熊井友理奈 Ver. (Bản Yuke Yuke Monkey Dance của Kumai Yurina)
8. 行け 行け モンキーダンス 菅谷梨沙子 Ver. (Bản Yuke Yuke Monkey Dance của Sugaya Risako)

## Những buổi biểu diễn trên truyền hình
- 2008-07-05 Haromoni@
- 2008-07-17 Music Japan

## Những buổi biểu diễn phối hợp
- Hello! Project 2008 Summer Wonderful Hearts Kouen ~Hishochi de Date Itashima SHOW~
- Berryz Koubou Concert Tour 2008 Aki ~Berikore!~

## Bảng xếp hạng và doanh thu trênOricon

### Single
| T. Hai | T. Ba | T. Tư | T. Năm | T. Sáu | T. Bảy | C. Nhật | Xếp hạng trong tuần | Lợi nhuận hàng tuần |
| ------ | ----- | ----- | ------ | ------ | ------ | ------- | ------------------- | ------------------- |
| -      | 3     | 6     | 5      | 8      | 10     | 11      | 4                   | 29,936              |
| 9      | 36    | 48    | -      | -      | 47     | -       | 35                  | 2,041               |
| -      | -     | -     | -      | -      | -      | -       | 140                 | 580                 |
| -      | -     | -     | -      | -      | -      | -       | 158                 | 460                 |

Tổng doanh thu: 33,017*

### Single V
| T. Hai | T. Ba | T. Tư | T. Năm | T. Sáu | T. Bảy | C. Nhật | Xếp hạng trong tuần | Lợi nhuận hàng tuần |
| ------ | ----- | ----- | ------ | ------ | ------ | ------- | ------------------- | ------------------- |
| -      | 5     | 5     | 5      | 6      | 9      | 11      | 5                   | 4,323               |
| 12     | 14    | 17    | 15     | -      | -      | -       | 18                  | 1,073               |

Tổng doanh thu: 5,396*

## Liên kết khác
- Danh mục bài hát của Berryz Koubou từ UP-FRONT WORKS: CD Lưu trữ ngày 13 tháng 8 năm 2012 tại Wayback Machine, DVD Lưu trữ ngày 18 tháng 2 năm 2009 tại Wayback Machine
- Lời bài hát từ trang projecthello.com: Yuke Yuke Monkey Dance, Maji Good Chance Summer